# 吉林爪鲵
吉林爪鲵（学名：Onychodactylus zhangyapingi）一种分布于中华人民共和国吉林省东部长白山地区的两栖动物，隶属于小鲵科爪鲵属。
本种原属费希尔爪鲵（Onychodactylus fischeri），有学者在对东北亚地区分布的爪鲵物种形态和分子数据研究基础上，从费希尔爪鲵中分离出独立的4种：朝鲜爪鲵（Onychodactylus koreanus）、日本东北爪鲵（Onychodactylus nipponoborealis）、辽宁爪鲵（Onychodactylus zhaoermii）和吉林爪鲵。
吉林爪鲵主要栖息于山高林密、杂草丛生、常年流水的溪流中或附近，以陆地栖息为主，昼伏夜出，常见于土缝与溪中石缝间，以溪流内的小虾及小昆虫为食。本种形态特征与辽宁爪鲵相似，区别在于本种的犁骨齿较为平整，齿数13～14个。